# Вернер Беттенгойзер
Вернер Беттенгойзер (нім. Werner Bettenhäuser; 3 травня 1886, Гіфгорн — 11 вересня 1959, Гальфер) — німецький військово-морський діяч, віце-адмірал-інженер запасу (31 грудня 1939).

## Біографія
1 жовтня 1906 року вступив на флот кандидатом на звання морського інженера. Служив переважно на лінійних кораблях. Учасник Першої світової війни. З липня 1916 року плавав на міноносцях.
Після закінчення війни залишений на флоті і 1 квітня 1921 року перейменований в капітан-лейтенанти. З 2 липня 1923 року — інженер 1-ї флотилії міноносців. З 12 листопада 1923 року — керівник служби з благоустрою Свінемюнде. З 30 серпня 1926 по 2 січня 1927 року — головний інженер лінійного корабля «Ганновер», з 1 березня 1937 року — «Сілезія». 14 червня 1929 року переведений в Кільське військово-морське училище, а 30 вересня 1931 року став його начальником.
27 листопада 1939 року переведений в розпорядження начальника військово-морської станції «Остзе», а 3 грудня 1939 року вийшов у відставку. 15 липня 1941 року став директором військово-морської ремонтної служби в Лібау, а 15 лютого 1943 року призначений начальником головного штабу кораблебудування на Східних територіях. Курирував роботу всіх кораблебудівних підприємств на окупованих територіях СРСР. 31 серпня 1943 року залишив службу і отримав пост офіцера зв'язку при керівництві верфей в Ельбінгу і Данцигу. 8 травня 1945 року взятий в полон союзниками. 16 січня 1946 року звільнений.

## Нагороди
- Залізний хрест
  - 2-го класу (23 травня 1916)
  - 1-го класу (5 липня 1918)
- Морський нагрудний знак «За поранення» в чорному (5 лютого 1919)
- Почесний хрест ветерана війни з мечами (31 січня 1935)
- Медаль «За вислугу років у Вермахті» 4-го, 3-го, 2-го і 1-го класу (25 років; 2 жовтня 1936)
- Хрест Воєнних заслуг
  - 2-го класу з мечами (3 січня 1942)
  - 1-го класу з мечами (20 квітня 1942)